# 岳峰镇
岳峰镇是中国福建省福州市晋安区下辖的一个镇。辖区总面积11.3平方千米，岳峰镇（2019年）户籍人口67368人，鎮政府驻地為長樂北路286號。

## 行政区划
岳峰镇共辖16个社区、4个行政村：登云社区、琯尾社区、桂香社区、康山社区、桃花山社区、新华社区、浦下社区、九龙城社区、二化社区、三华社区、桂溪社区、香开社区、竹林社区、凤林社区、坊兜社区、鹤林新城社区、岳峰村、鹤林村、竹屿村和东门村。